# Football Club Mwangaza
Actualités
Le FC Mwangaza est un club de football à Goma, en République démocratique du Congo. Il joue dans la Entente urbaine de football d'Uvira.  
Le club évolue en première division en 2005 puis en 2008.

## Histoire
En 2017, Le FC Mwangaza prend part à la Entente urbaine de football d'Uvira.

## Personnalités du Club

### Entraîneurs
- Addy Bukaraba[3]
- 2024 :  Moreau Kissa

## Palmarès
LIFNOKI
- Champion : 2023[4]